# Jaŭhen Barsukoŭ
Jaŭhen Jur'evič Barsukoŭ (in bielorusso Яўген Юр'евіч Барсукоў?; in russo Евгений Юрьевич Барсуков?, Evgenij Jur'evič Barsukov; Homel', 5 luglio 1990) è un calciatore bielorusso, attaccante dell'Homel'.

## Palmarès

### Club

#### Competizioni nazionali
- Peršaja Liha: 1

Homel': 2016